# Kwadrat magiczny (krzyżówka)
Kwadrat magiczny – krzyżówka o kwadratowym diagramie, w której wiersze i kolumny o tym samym numerze są identyczne.
Przykładowy kwadrat magiczny:
| K L U C Z |
| L I C Z Y |
| U C I E C |
| C Z E K I |
| Z Y C I E |
Kwadraty słowne zostały skonstruowane w wielu językach, w tym polskim, rosyjskim, serbskim, angielskim, francuskim, hiszpańskim, włoskim, holenderskim i esperanto. Największe kwadraty słów mają wymiary 11x11 i zostały zbudowane po łacinie.
Kwadrat magiczny jest odmianą krzyżówki magicznej.